# Pleurofossa dareaecarpa
Pleurofossa dareaecarpa là một loài dương xỉ trong họ Pteridaceae. Loài này được Hook. Nakai ex H. Itô mô tả khoa học đầu tiên năm 1936.